# Сборная Папуа — Новой Гвинеи по футболу
Сборная Папуа — Новой Гвинеи по футболу (англ. Papua New Guinea national football team) — национальная футбольная сборная Папуа — Новой Гвинеи, контролируемая Футбольной ассоциацией Папуа — Новой Гвинеи. Выступает в зоне Океании и соревнуется в Кубке наций ОФК, высшее достижение — серебряные медали турнира 2016 года.
По состоянию на 1 мая 2011 год, Сборная Папуа — Новой Гвинеи в рейтинге ФИФА занимала вместе с пятью другими сборными последнее, 202-е место, и в июле того же года была исключена из рейтинга ФИФА, так как свой последний матч провела более 4 лет назад. В сентябре 2011 года возвращена в FIFA, в рейтинге ФИФА на 23 декабря 2021 года занимает 165-е место.
Команда ни разу не отбиралась на чемпионат мира, а за отказ от участия в квалификационном турнире в рамках Тихоокеанских игр де-юре была дисквалифицирована из отборочного турнира чемпионата мира 2010 года.

## Чемпионат мира
- 1930 — 1994 — не участвовала
- 1998 — не прошла квалификацию
- 2002 — не участвовала
- 2006 — не прошла квалификацию
- 2010 — отозвала заявку
- 2014 — 2026 — не прошла квалификацию

## Кубок наций ОФК
- 1973 — отозвала заявку
- 1980 — 1-й тур
- 1996 — 2000 — не прошла квалификацию
- 2002 — 1-й тур
- 2004 — не прошла квалификацию
- 2008 — отозвала заявку
- 2012 — групповой этап
- 2016 — 2-е место